# Ортогональна матриця
Ортогональна матриця — невироджена квадратна матриця {\displaystyle \ A} (зазвичай із дійсними елементами) така, що
{\displaystyle \ AA^{T}=A^{T}A=I},
де
{\displaystyle \ A^{T}} — транспонована матриця до матриці {\displaystyle \ A},
{\displaystyle \ I} — одинична матриця,
Еквівалентне твердження:, її обернена матриця дорівнює транспонованій матриці:
{\displaystyle \!A^{-1}=A^{T}.}
Ортогональна матриця є частковим випадком унітарної матриці.

## Властивості
- Визначник ортогональної матриці дорівнює {\displaystyle \ \pm 1}.
- Скалярний добуток рядка матриці (чи стовпця) на інший рядок (чи стовпець) дорівнює нулю, а скалярний добуток на самого себе дорівнює одиниці (стовпці й рядки ортогональної матриці утворюють ортонормовані системи).

тобто, для ортогональної матриці {\displaystyle \ A=(a_{ij})} справедливі формули:
{\displaystyle \ \sum _{i}a_{ij}a_{ik}=\delta _{jk},\qquad \sum _{i}a_{ji}a_{ki}=\delta _{jk},}
де {\displaystyle \ \delta _{jk}} — символ Кронекера.
- Ортогональні матриці відповідають лінійним операторам, що переводять ортонормований базис векторного простору в ортонормований.
- Довільна дійсна ортогональна матриця подібна блочно-діагональній матриці з блоками виду

{\displaystyle \ (\pm 1),\qquad {\begin{pmatrix}\cos \varphi &\sin \varphi \\-\sin \varphi &\cos \varphi \end{pmatrix}}.}
- Ортогональні матриці порядку {\displaystyle n} над полем {\displaystyle k} утворюють групу за множенням. Це ортогональна група, що позначається {\displaystyle \ O_{n}(k)} (якщо {\displaystyle \ k} опущено — вважається {\displaystyle k=\mathbb {R} }).

## Розклад матриці
- Ортогональна матриця з визначником +1 є матрицею повороту.
- Ортогональну матрицю з визначником -1 можна подати у вигляді добутку двох матриць: матриці повороту на матрицю симетрії відносно (гіпер)площини (перетворення Хаусхолдера).